# Утта (посёлок)
Утта́ — посёлок в Яшкульском районе Калмыкии, административный центр Уттинского сельского муниципального образования. Расположен на Прикаспийской низменности в 57 км к северо-востоку от районного центра посёлка Яшкуль.
В посёлке Утта находится «Полюс жары» — самая горячая точка России. В 2010 году здесь была зафиксирована рекордная в стране температура +45,4°С в тени.

## Название
Происхождение топонима Утта вызывает споры. По одной из версий, название посёлка производно от калм. ут — «длинный».
По версии Ц. К. Корсункиева, название села происходит от слова калм. удн — ива. Согласно преданию в XIX веке, когда Утта стала ставкой улуса (Харахусовского), в ней были построены религиозные обелиски — цаца, около них посажены две ивы. Поэтому появилось тогда же на географических картах название калм. Удта Хойр Цаца, то есть «две Цацы с ивами». Впоследствии от этого сложного названия осталось только первое слово Удта — Утта, остальные две вышли из употребления.

## Физико-географическая характеристика
Посёлок расположен на востоке Яшкульского района, в пределах Чёрных земель, являющихся частью Прикаспийской низменности. Посёлок расположен ниже уровня мирового океана. Средняя высота — 11 м ниже уровня моря. Рельеф местности равнинный. К северу посёлка расположены пески Чёрные.
По автомобильной дороге расстояние до столицы Калмыкии города Элиста составляет 150 км, до районного центра посёлка Яшкуль — 57 км. К посёлку имеется подъезд c гравийно-щебёночным покрытием от федеральной автодороги Астрахань — Элиста Р216 (0,5 км).
Климат
Тип климата — семиаридный (BSk — согласно классификации климатов Кёппена). Среднегодовая температура воздуха — 9,9 °C, количество осадков — 249 мм. Самый засушливый месяц — февраль (норма осадков — 13 мм). Самый влажный месяц — май (29 мм).
| Показатель                    | Янв. | Фев. | Март | Апр. | Май  | Июнь | Июль | Авг. | Сен. | Окт. | Нояб. | Дек. | Год  |
| ----------------------------- | ---- | ---- | ---- | ---- | ---- | ---- | ---- | ---- | ---- | ---- | ----- | ---- | ---- |
| Средний суточный максимум, °C | −2,1 | −1,5 | 4,9  | 16,6 | 24,2 | 29,0 | 31,6 | 30,2 | 23,7 | 14,7 | 6,2   | 1,0  | 14,9 |
| Средняя температура, °C       | −5,5 | −5,2 | 0,8  | 10,7 | 18,0 | 22,8 | 25,4 | 23,8 | 17,6 | 9,6  | 2,8   | −1,8 | 9,9  |
| Средний суточный минимум, °C  | −8,9 | −8,9 | −3,3 | 4,9  | 11,8 | 16,7 | 19,2 | 17,5 | 11,5 | 4,5  | −0,6  | −4,6 | 5,0  |
| Норма осадков, мм             | 16   | 13   | 15   | 15   | 29   | 28   | 26   | 25   | 25   | 17   | 20    | 20   | 249  |
| Источник:                     |      |      |      |      |      |      |      |      |      |      |       |      |      |

12 июля 2010 года на метеостанции в посёлке Утта был зафиксирован новый абсолютный температурный максимум для России: воздух прогрелся до +45,4 °C

## История
Утта издавна являлась важным перевалочным пунктом: она располагалась у Крымского тракта, соединявшего Астрахань и Новочеркасск. В урочище Утта располагалась летняя ставка Харахусовского улуса. Урочище Утта было местом стоянки нескольких калмыцких кочевых хурулов. Араши Гюлюнг Харахусовский Большой хурул, Малый Дугаров хурул, Арши-Чилинг Харахусовский Малый хурул кочевали вместе летом в урочище Ярхан-Боро, зимой — в урочище Утта. Затем стали кочевать летом в урочище Утта, а зимой — в урочище Аваджи.
Оседлое поселение в урочище Утта возникает, судя по всему, на рубеже XIX—XX века. В 1905 году в Утте открылась начальная школа. В 1907 году преобразована в улусную школу с интернатом. Школа просуществовала до 1918 года.
В ходе летнего наступления немецких войск группы армий «A» на астраханском направлении, 28 августа 1942 года ударная группа вермахта (два немецких полка, два дивизиона артиллерии и 30 танков) перешла в наступление в районе Яшкуля, в результате которого 30 августа 1942 года Утта была занята немцами.
20 ноября 1942 года 51-я и 28-я армии Сталинградского фронта перешли в наступление, в ходе которого 22 ноября 1942 года части 152-й отдельной стрелковой бригады РККА выбили из села немецкий гарнизон.
В 1944 году после депортации калмыков посёлок был переименован в Путевой. В 1955 году открылась начальная школа. В 1956 году в посёлок начали возвращаться калмыки. В 1957 году посёлок включён в состав Яшкульского района Калмыцкой автономной области. В 1960 году школа стала семилетней, в 1962 году восьмилетней. В 1961 году посёлку было возвращено название Утта. В 1966 году открылось типовое здание средней школы.
В 1973 году в Утте был образован специализированный овцеводческий совхоз «Ростовский».
В 2010 году посёлок был газифицирован.

## Население
| 2002 | 2010 | 2011 | 2012 | 2013 | 2014 | 2015 |
| ---- | ---- | ---- | ---- | ---- | ---- | ---- |
| 914  | ↘788 | ↗792 | ↘769 | ↘755 | ↘735 | ↗740 |
| 2016 | 2017 | 2018 | 2019 | 2020 | 2021 |      |
| ↘728 | ↘683 | ↗688 | ↘675 | ↘659 | ↗752 |      |

Национальный состав
Согласно результатам переписи 2002 года большинство населения посёлка составляли казахи (30 %) и калмыки (27 %).
| Национальность | Численность (2010) | Процент |
| -------------- | ------------------ | ------- |
| Калмыки        | 268                | 33,3%   |
| Казахи         | 233                | 28,9%   |
| Даргинцы       | 96                 | 11,9%   |
| Русские        | 91                 | 11,3%   |
| Аварцы         | 67                 | 8,3%    |
| Чеченцы        | 18                 | 2,2%    |
| Азербайджанцы  | 8                  | 1%      |
| Грузины        | 5                  | 0,6%    |
| Кумыки         | 5                  | 0,6%    |
| Буряты         | 4                  | 0,5%    |
| Рутульцы       | 4                  | 0,5%    |
| Татары         | 4                  | 0,5%    |
| Венгры         | 3                  | 0,4%    |
| Всего          | 806                | 100%    |

## Социальная инфраструктура
В посёлке имеются магазины, почтовое отделение, дом культуры и библиотека. Среднее образование жители посёлка получают в Уттинской средней общеобразовательной школе. Медицинское обслуживание жителей обеспечивают фельдшерско-акушерский пункт и Яшкульская центральная районная больница, расположенная в посёлке Яшкуль.
Посёлок электрифицирован и газифицирован. Системы централизованного водоснабжения и водоотведения отсутствуют.

## Достопримечательности
В Утте находится один из участков заповедника «Черные земли» — «Пески черные». Регион Черных земель сегодня известен миру как единственная европейская пустыня, а Утта — самая западная точка, в которой можно увидеть начинающиеся пески.